# موهبت الهی (فیلم ۲۰۱۴)
موهبت الهی (کره‌ای: 신의 선물) فیلمی به کارگردانی سی هیون مون و نویسندگی کیم کی-دوک محصول سال ۲۰۱۴ کره جنوبی است.